# Mas de la Cendrosa
Mas de la Cendrosa és un monument del municipi d'Ivars d'Urgell (Pla d'Urgell) inclòs en l'Inventari del Patrimoni Arquitectònic de Catalunya.

## Descripció
El conjunt edificat està format per la casa dels amos, de la que ressalta la petita capella, la casa dels masovers i els magatzems.
La casa senyorial és de carreus de pedra que, en part, estan blanquejats. Consta de tres plantes. A la façana podem veure-hi la planta baixa amb tres obertures: la porta principal amb una llinda amb gravats d'eines del camp i la data de 1826; la porta d'entrada a la capella, amb columnes adossades i marc molt guarnit; i una finestra. A la planta noble s'obren dues finestres i una porta balconera. Trobem una inscripció amb el nom dels fundadors: SANS. A la planta superior s'obren dues finestres el·líptiques i un balcó. La teulada és a dues aigües i presenta una espadanya.
Capella de petites dimensions feta amb murs de pedra i situada dins la casa principal al costat esquerre de la planta baixa. El mur esquerre presenta una finestra amb vitralls de diferents colors. A la capçalera, separada de la resta per una barana de forja, hi ha un altar de fusta amb imatges i damunt una fornícula amb una figura d'un sant.
La coberta és de volta de canó amb una lluneta damunt la porta d'entrada a la capella que comunica amb l'interior de la casa. Al fons hi ha una altra porta que dona al carrer.
A la paret hi ha una petita pica amb les inicials "MA", fent un dibuix que es troba igual a la font de l'ermita de la Mare de Déu de l'Horta d'Ivars d'Urgell.

## Història
Aquest conjunt edificat, juntament amb vuit-cents jornals de terra, constitueixen La Cendrosa. Tot pertanyia a la família Sans que temps enrere havia estat de les més importants de la comarca, però que va entrar en decadència i van vendre les terres i edificis. La casa va ser comprada per un italià, un tal Sr. Viela. Posteriorment el fill d'aquest la vengué al sr. Enric Salse que ara és l'actual propietari, però no viu a la masia.
Antigament s'hi celebrava una festa major.
La Cendrosa és un disseminat de masies a la banda de ponent del terme municipal, entre Vallverd i Linyola. Una d'aquestes masies, Can Sanç, és segurament del segle xvi i fou restaurada al segle xix. El terme de la Cendrosa fou conquerit pel comte Ermengol IV i entre el 1120 i el 1130 Ermengol VI el donà a Ramon Arnal. El terme també va pertànyer a l'abadessa del monestir de Sant Hilari de Lleida. Al segle xvi formava part dels territoris de la baronia de Bellpuig. El 1690, en un capbreu es veu que el terme de la Cendrosa era conreat bàsicament per gent de Linyola. Al següent capbreu, de 1758, el monestir e Sant Hilari ja havia estat destruït durant la guerra de Successió i la Cendrosa depenia del convent de Tamarit de Llitera.
Amb la desamortització del segle xix devia passar a mans particulars.
La capella es va construir al mateix temps que la resta de la casa, l'any 1826 i ara pertany al sr. Enric Salse de Linyola.